# Chó săn vịt
Chó săn vịt (Poodle) là một giống chó săn dùng để săn các loại thủy cầm trong đó chủ yếu là vịt. Ngày nay giống chó này được lai tạo để trở thành dòng chó cảnh. Tên "Poodle" của chúng xuất phát từ chữ "Pudel" trong tiếng Đức, nghĩa là "thợ lặn" hay là "chó lội nước" và bộ lông của chúng có thể đè bẹp cơ thể khi ở trong nước. Phần lông còn lại che phủ các khớp và các bộ phận quan trọng để giữ cho chúng không bị lạnh và bị thương.
Chó săn vịt nổi tiếng với khả năng bơi lội tuyệt vời, sự nhanh nhẹn và sự vâng lời của chúng. Chúng có thể bơi rất tốt trong nước lạnh, các thợ săn thường nuôi chúng để săn các loài chim hay bắt cá trên mặt hồ. Chúng còn có những tên gọi khác bao gồm: Caniche, Barbone, Chien Canne, Tea Cup Poodle, French Poodle, Pudle, Teddy Poodle. Từ năm 1960 đến 1982, giống chó này liên tục xếp vị trí đầu tiên trong danh sách những loài được yêu mến nhất. Chó Poodle có trí thông minh và vẻ ngoài ưa nhìn. Với bộ lông vừa dài, vừa xoăn với đủ màu sắc điệu đà, chó săn vịt được coi là loài chó điệu đà nhất thế giới.

## Lịch sử

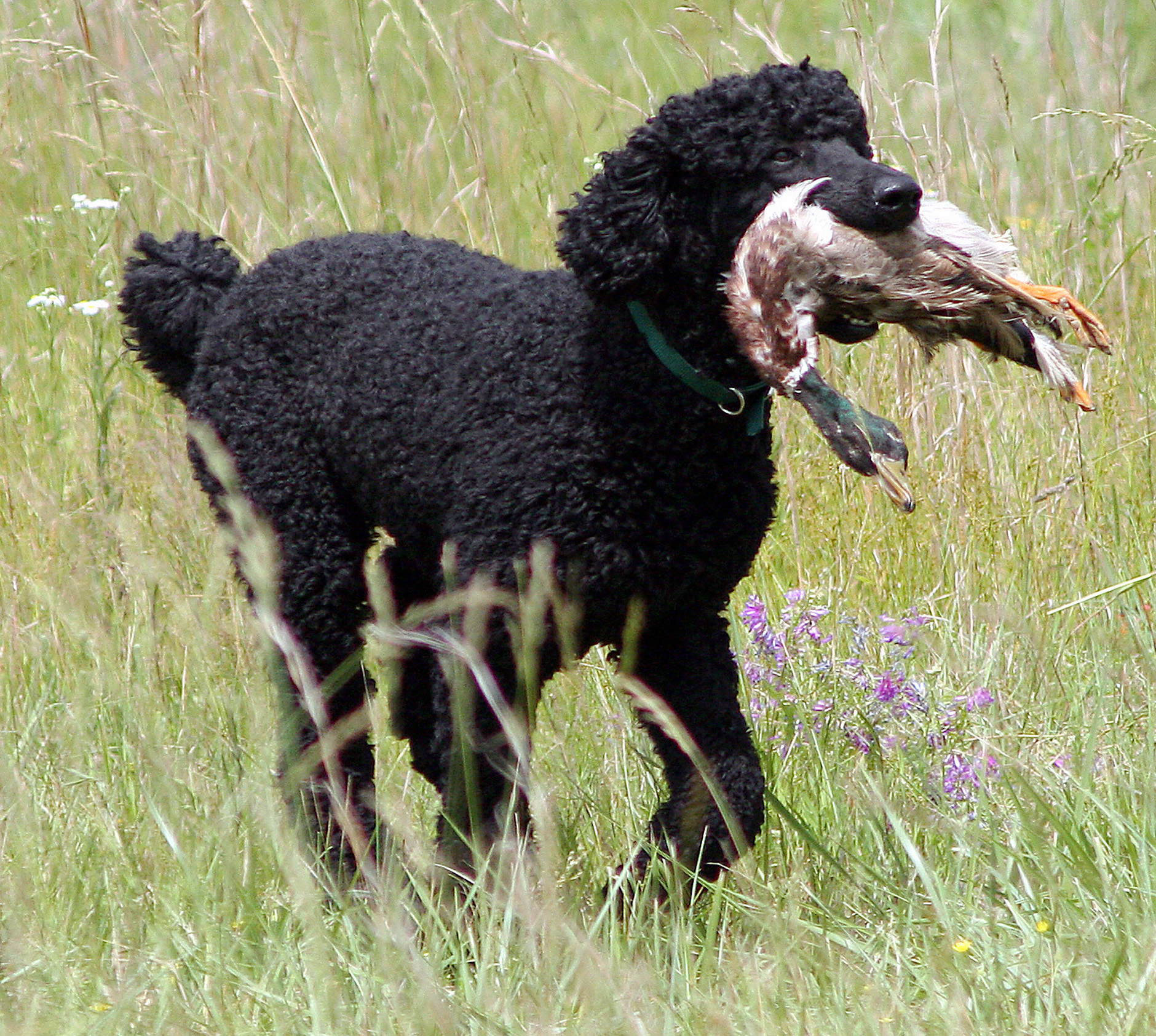
Một con chó săn vịt (Poodle)

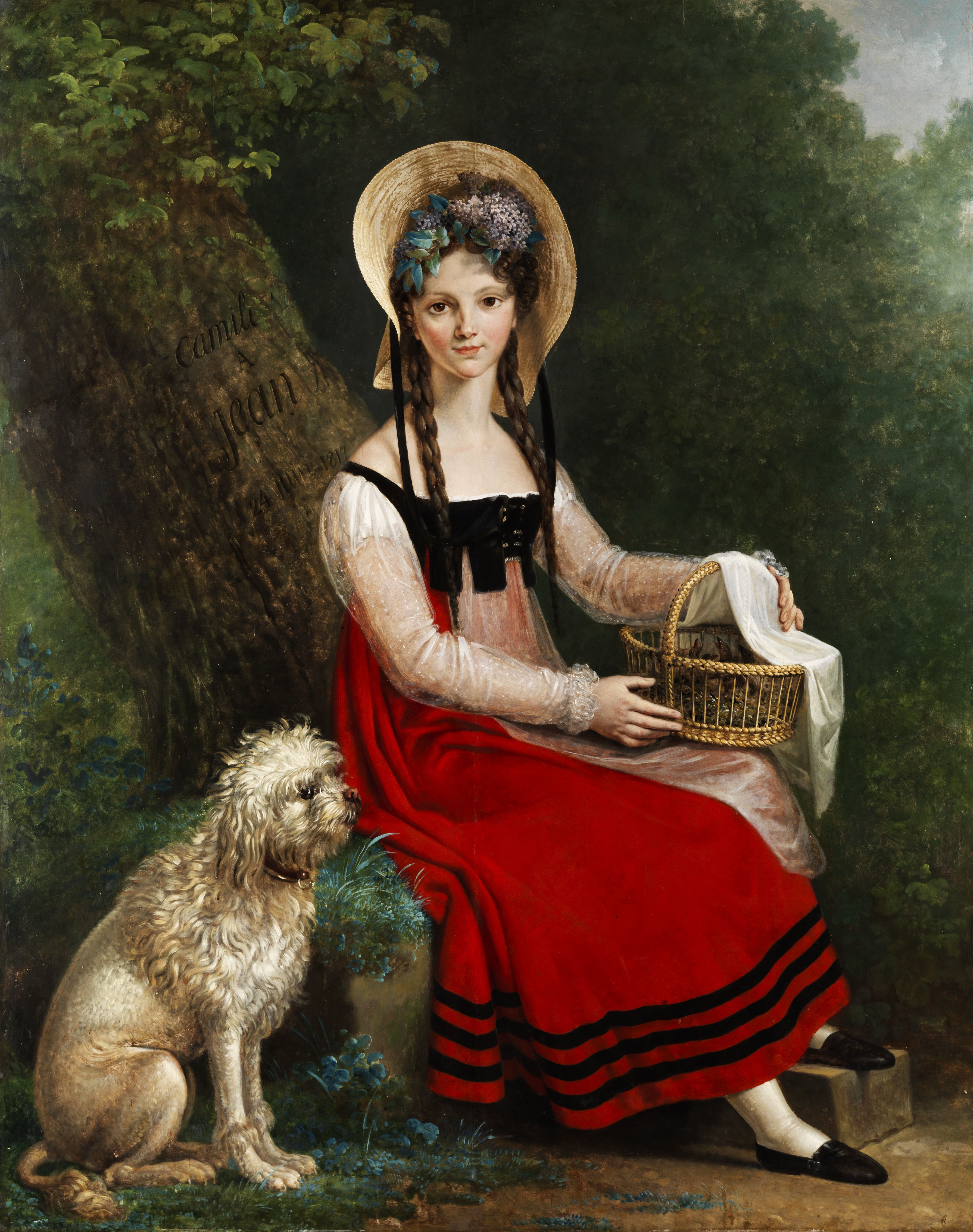
Bức tranh Junges mädchen mit pudel (cô gái trẻ với chó poodle trên bờ cỏ) năm 1817 của họa sĩ khuyết danh

Chó săn vịt là một hậu duệ của các giống chó French Water Dog, Barbet và Hungarian Water Hound. Cái tên "poodle" nhiều khả năng ra của từ tiếng Đức, xuất phát từ chữ "Pudel, có nghĩa là "một trong những người chơi ở dưới nước". Kiểu lông được cắt như lông cừu được thiết kế bởi những thợ săn để giúp những chú chó poodle bơi hiệu quả hơn. Họ sẽ để lại lông trên các khớp chân để bảo vệ chúng khỏi cái lạnh. Các thợ săn ở Đức và Pháp đã sử dụng như là một con chó dùng trong săn bắn hay như là một loài chó dùng để săn những con chim nước và để đánh hơi ra nấm cục ở trong rừng.
Nguyên gốc tiếng Pháp của cái tên Caniche (Poodle) được bắt nguồn từ “Cane”, một từ vựng để chỉ con chim Cu Rốc cái. Ở những nước khác tên của chúng làm là một sự liên tưởng đến những vệt tròn tỏa ra trên mặt nước. Ban đầu giống chó này được sử dụng cho mục đích săn bắt chim và được kế thừa nhiều đặc điểm của giống chó Barbet (Barbet là chim Cu Rốc). Năm 1743, chúng được gọi là Caniche, một từ để chỉ con chim chim Cu Rốc cái trơng tiếng Pháp. Sau đó, dần dần Caniche (Poodle) và Barbet được tách biệt với nhau.
Poodle đã được biết đến trên khắp Tây Âu trong ít nhất 400 năm trở lại đây, tuy nhiên xuất xứ thật sự của chúng vẫn còn đang gây tranh cãi ở các nước Pháp, Đức, Đan Mạch. Sau đó người Pháp bắt đầu nuôi và dạy cho chúng biểu diễn xiếc, vì chúng rất thông minh. Nói chung, Toy poodle đã được biết đến trên khắp Tây Âu ít nhất là 400 năm và được miêu tả trong bức tranh ở thế kỷ 15 và trong các tác phẩm điêu khắc từ thế kỷ nhất. Các đề tài này đã gây ra nhiều tranh cãi về nơi con chó đã được chính thức phát triển.
Người Pháp bắt đầu sử dụng các chú chó này như một người biểu diễn xiếc vì khả năng dạy dỗ và trí thông minh của chúng khá cao. Các giống chó này đã trở thành rất phổ biến ở Pháp, dẫn đến tên gọi "French poodle". Toy và Miniature poodle giống được gây giống từ những con lớn, ngày nay được gọi là Standard Poodle. Trong thế kỷ 18 những chú chó Poodle nhỏ hơn trở nên phổ biến với người dân. Ba kích thước chính thức là Toy, Miniature và Standard poodle. Các nhà lai tạo giống đã tạo ra một loại có kích thước trung bình được gọi là Klein poodle (Moyen poodle) và một loại nhỏ hơn là Tea-Cup poodle. Ngày này chó xù ngày càng phổ biến như một giống chó để bầu bạn hơn là chó săn vì đặc tính thân thiện, vui vẻ và trung thành của nó và cũng bởi các size và những màu sắc khác nhau mà mọi người có thể tùy chọn theo sở thích.

## Đặc điểm

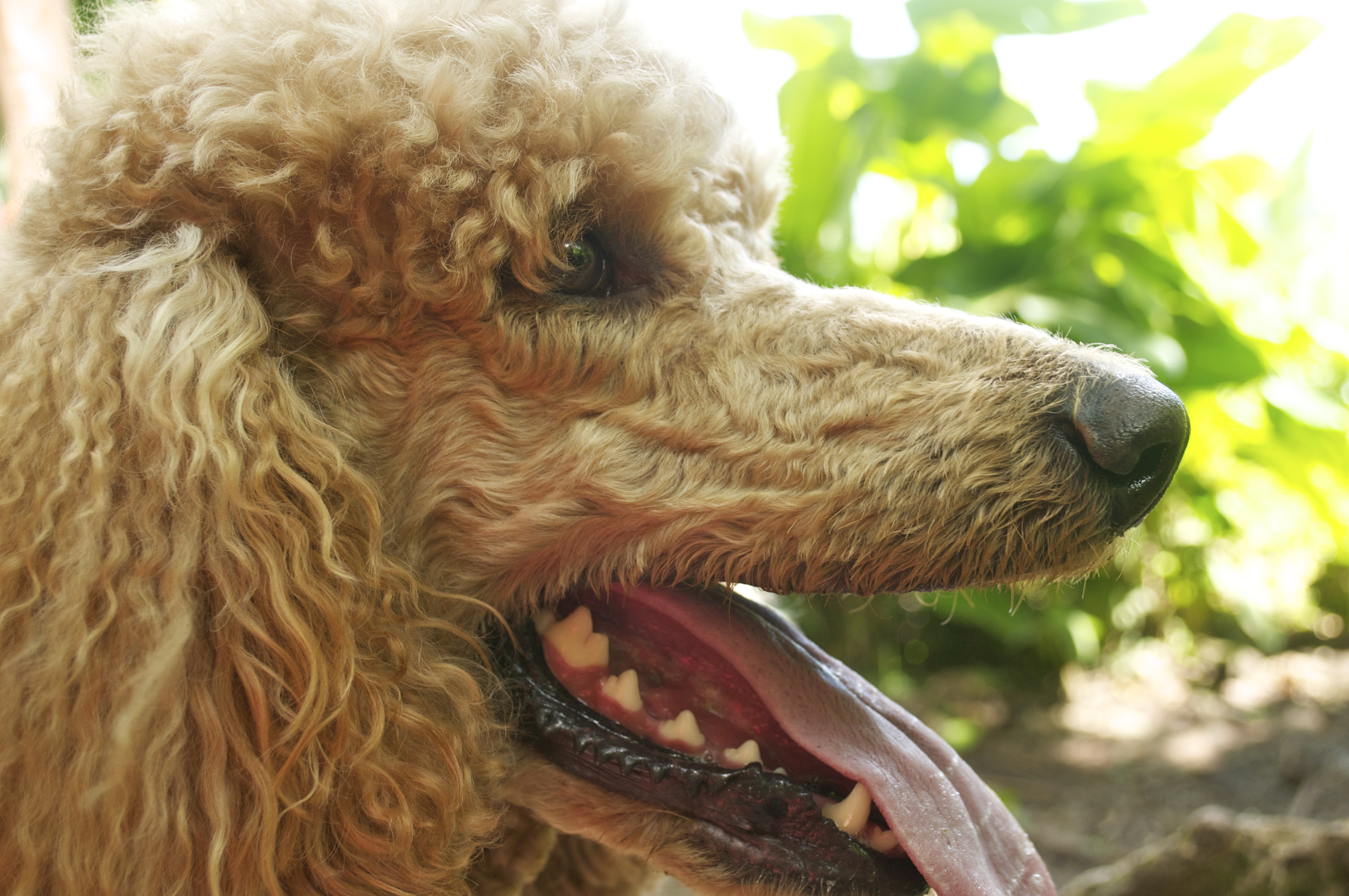
Khuôn mặt của một con Poodle hiện đại

Đây là giống chó có tỉ lệ kích thước loại trung bình. Lớp lông quăn chính là đặc điểm đặc biệt của chúng. Vẻ bề ngoài của chúng tạo nên ấn tượng về con chó thông minh, nhanh nhẹn và tích cực đồng thời ngoại hình hài hòa cũng tạo nên ấn tượng về sự sang trọng và lòng tự hào của chúng. Đây là một giống chó cỡ vừa chiều dài xấp xỉ bằng chiều cao tính bả vai.
Kích thước lên đến 10 inches (25.4 cm). Các kích thước của AKC về giống poodle được xác định bởi chiều cao, chứ không bởi trọng lượng. Poodle Toy có kích thước 10 inch hoặc nhỏ tính từ điểm cao nhất của vai. Sọ là vừa phải, hơi tròn. Mõm dài, thẳng. Mắt hình bầu dục được đặt khá xa nhau và có màu đen hoặc nâu.
Các chú chó poodle tiêu chuẩn phải là bản sao lớn và phát triển của giống poodle kích thước trung bình với những đặc điểm giống nhau được giữ lại. Poodle cỡ trung (standard) có kích thước từ 35–45 cm. Poodle mini có kích thước từ 28–5 cm. Poodle mini phải hiển thị tướng mạo của 1 poodle cỡ trung thu nhỏ, giữ lại càng nhiềm đặc điểm tỉ lệ càng tốt và không được có dấu hiệu lùn. Toy Poodle: kích thước từ 24–28 cm (lý tưởng nhất: 25 cm), kích thước có thể dao động trong khoảng 1 cm. Toy poodle có cân nặng khoảng 3–4 kg
Tai gần đầu, dài và phẳng, có lớp lông lượn sóng. Hai chân trước và sau cân đối với kích thước cơ thể của chúng. Đuôi hướng lên cao. Đôi khi được cắt ngắn bằng một nửa chiều dài trước đó hoặc ít hơn để làm cho chú chó nhìn cân bằng hơn. Bàn chân hình oval khá nhỏ và các ngón chân cong. Da mềm mại, đàn hồi và có sắc tố. Mông tròn và không xệ. Bắp đùi trên có cơ bắp phát triển và đẹp. Dáng đi và di chuyển củapoodle có dáng đi nhẹ nhàng và nhún nhảy.
Màu lông của mỗi chú chó phải phù hợp với màu da của chúng. Những com chó xù trắng với da màu bạc luôn là đối tượng được ưa thích nhất. Bộ lông khá xoăn, Màu sắc lông bao gồm đen, xanh, bạc, xám, kem, mai, đỏ, trắng, nâu, hay màu cafe sữa. Lông Poodle là một giống chó rất đặc biệt với bộ lông luôn mọc dài ra giống như tóc của người. Các giống chó khác lông chỉ mọc dài đến một độ tối đa rồi dừng lại, Poodle thì không như vậy, lông của chúng cũng không rụng như các giống chó khác.

## Tập tính

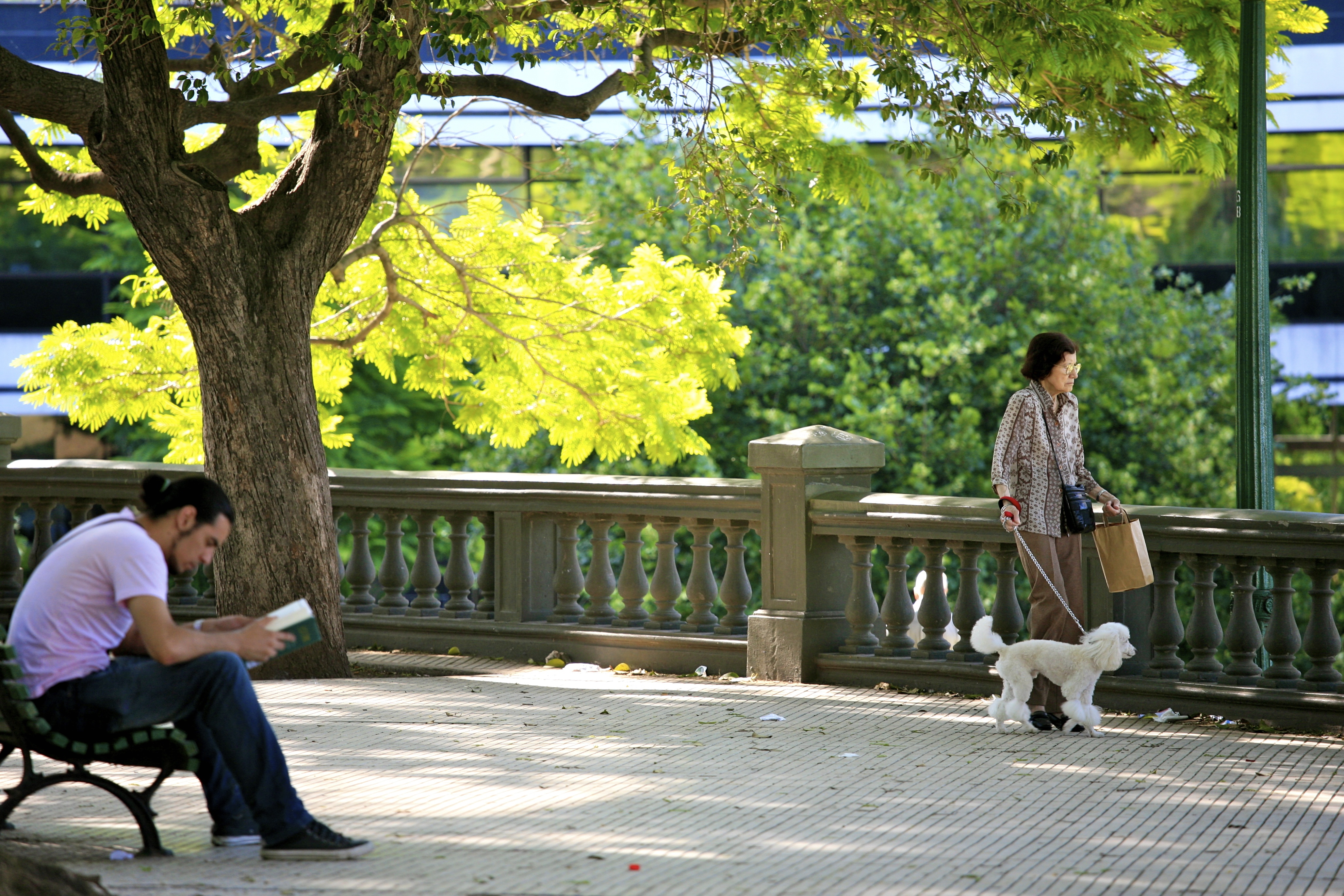
Dạo phố với Poodle ở Úc

Poodle là giống chó nổi tiếng về long trung thành, nó có khả năng học hỏi, dễ đào tạo, và là chú chó đồng hành dễ chịu. Chúng thích hợp để dạo chơi cùng con người hơn là tham gia vào những trò đuổi bắt hay vận động thể lực. Lớp lông dày xoăn của chúng là đối tượng thi tài nghệ thuật của con người với những kiểu cắt tỉa khiến những poodle trông đỏng đảnh và xinh xắn. Tuy nhiên, chúng vẫn được xếp vào những nòi chó thông minh và dễ huấn luyện mặc dù chúng sủa hơi nhiều và khá cáu kỉnh.
Toy Poodle khá thông minh, chúng đáp ứng rất tốt các yêu cầu của con người, chúng được cho là một trong những giống chó dễ huấn luyện nhất, chúng vui vẻ và năng động, thích được chơi với mọi người. Tuy nhiên, nếu chúng không được tập thể dục đều đặn thì sẽ có khả năng trở nên nhút nhát, có những biểu hiện tiêu cực như cắn người, phá đồ đạc, gầm gừ, sủa nhiều (Hội chứng chó nhỏ).
Chúng được coi là một trong những giống chó dễ dạy dỗ nhất. Hiền hòa, vui vẻ và hoạt bát, chúng thích được ở cùng và quan tâm với mọi người. Huấn luyện chúng dễ dàng và tuyệt đối không nên quá chiều chuộng chúng. Nếu một người không phải là chủ của chúng, chúng có thể cắn nếu bị họ chọc giận. Toy Poodle nói chung rất tốt với vật nuôi khác và những chú chó khác. Poodle cũng có thể chơi cùng với trẻ em, tuy nhiên từ 5 tuổi trở lên là tốt nhất. Trừ những thứ mà người chủ cấm và không được phép để, những thứ còn lại dễ dàng bị chúng gặm nhắm. Chúng thường cảnh giác với những người lạ, có thể chúng sẽ chồm lên, cào cấu, hay gầm gừ, nhưng nếu chúng được dạy dỗ sớm thì chúng sẽ thân thiện hơn. Chúng có thể rất nhạy cảm và dễ giật mình.

## Chăm sóc
Là giống chó sống được khá lâu, tuy nhiên vẫn tùy thuộc vào bệnh di truyền. Một số dễ bị IMHA (trung gian miễn dịch Thiếu máu tán huyết), trật khuỷu chân sau, tiểu đường, động kinh, rối loạn tim, PRA, chảy nước mắt, nhiễm trùng tai và các vấn đề về đường tiêu hóa. Các vấn đề về mắt như đục thủy tinh thể và võng mạc teo có thể gây mù. Da dễ bị dị ứng, có thể do không có kỹ năng sử dụng của đồ tỉa lông chó.
Những con có bộ lông màu nâu có xu hướng chuyển thành màu xám. Lông phải được chải thường xuyên. Chúng phải được tắm thường xuyên và cắt bớt lông từ sáu đến tám tuần. Lông phải được cắt bớt. Có một số loại kiểu lông khác nhau của poodle. Phổ biến nhất và chăm sóc dễ dàng là "pet clip", "puppy clip" hoặc "lamb clip", những kiểu mà lông trên phần cơ thể cắt ngắn. Poodle ít rụng lông và thích hợp cho người bị dị ứng. Cần thường xuyên cắt tỉa, cạo bớt lông của Poodle nhằm tránh cho lông mọc dài đâm vào tai, mắt, mũi miệng hoặc các bộ phận bài tiết gây ra bệnh cho chó. Việc cắt tỉa lông này cũng nhằm mục đích thẩm mỹ, và giúp chó di chuyển dễ dàng hơn.
Làm sạch và kiểm tra thường xuyên cho đôi tai để tránh bọ ve hoặc nhiễm trùng vào trong ống tai. Cần đánh răng thường xuyên. Đây là giống chó thích hoạt động, nên chúng cần được đi bộ hàng ngày. Các trò chơi sẽ hỗ trợ rất nhiều cho nhu cầu tập thể dục của chúng.Chúng cũng sẽ thích thú hơn khi được chơi đùa một không gian tốt, có rào chắn an toàn. 